# Martin Aigner

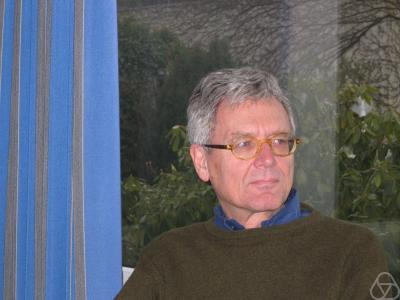
Martin Aigner (2004)

Martin Aigner (* 28. Februar 1942 in Linz; † 11. Oktober 2023) war ein österreichischer Mathematiker.

## Werdegang
Aigner legte in seiner Heimatstadt Linz die Matura ab. Er studierte Mathematik mit den Nebenfächern Physik und Philosophie an der Universität Wien, an der er 1965 promoviert wurde. Danach war er Privatdozent an der Eberhard Karls Universität Tübingen (Habilitation 1972) und war seit 1973 Professor für Mathematik mit Schwerpunkt Diskrete Mathematik an der Freien Universität Berlin.
Aigner war ordentliches Mitglied der Berlin-Brandenburgischen Akademie der Wissenschaften und korrespondierendes Mitglied der Österreichischen Akademie der Wissenschaften.
Er war Autor verschiedener Bücher über Diskrete Mathematik und hat gemeinsam mit Günter M. Ziegler Das Buch der Beweise geschrieben, ursprünglich auf Englisch unter dem Titel Proofs from the Book, in dem, angeregt von Paul Erdős, der scherzhaft von einem solchen idealen Buch im Besitz Gottes sprach, verschiedene sich durch Eleganz auszeichnende Beweise vor allem zur Kombinatorik gesammelt sind. Für dieses Buch erhielt er gemeinsam mit Günter M. Ziegler den Leroy P. Steele Prize 2018 for Mathematical Exposition der American Mathematical Society.
Aigner war seit 1960 Mitglied der katholischen Studentenverbindung KaV Norica Wien.
Er starb am 11. Oktober 2023.

## Werke
- Kombinatorik. Springer, Berlin/Heidelberg/New York
  - Grundlagen und Zähltheorie. 1975, ISBN 3-540-07463-5
  - Matroide und Transversaltheorie. 1976, ISBN 3-540-07949-1
  - englische Ausgabe: Combinatorial theory. 1979, ISBN 3-540-90376-3; 1997, ISBN 3-540-61787-6
- mit Dieter Jungnickel (Hrsg.): Geometries and groups. Proceedings of a colloquium, held at the Freie Universität Berlin, May 1981. Springer, Berlin/Heidelberg/New York 1981, ISBN 3-540-11166-2 (Festschrift für Hanfried Lenz)
- Graphentheorie. Eine Entwicklung aus dem 4-Farben-Problem. Teubner, Stuttgart 1984, ISBN 3-519-02068-8
- Combinatorial search. Teubner, Stuttgart 1988, ISBN 3-519-02109-9
- Diskrete Mathematik. Mit über 500 Übungsaufgaben. Vieweg, Braunschweig/Wiesbaden 1993, ISBN 3-528-07268-7; 6. korrigierte Auflage ebd. 2006, ISBN 3-8348-0084-8
- mit Günter M. Ziegler: Proofs from the book. Springer, Berlin [u. a.] 1998, ISBN 3-540-63698-6
  - Das Buch der Beweise. Springer, Berlin [u. a.] 2002, ISBN 3-540-42535-7; 2004, ISBN 3-540-40185-7
    - Gottes geheimes Werk, Rezension von Wolfgang Blum in der Zeit, 25/2002
- mit Ehrhard Behrends (Hrsg.): Alles Mathematik. Von Pythagoras bis zum CD-Player. Vieweg, Braunschweig/Wiesbaden 2000, ISBN 3-528-03131-X; 2. erweiterte Auflage ebd. 2002, ISBN 3-528-13131-4; 3. überarbeitete Auflage: Vieweg + Teubner, Wiesbaden 2009, ISBN 978-3-8348-0416-7
- A Course in Enumeration. Springer, Berlin/Heidelberg/New York 2007, ISBN 3-540-39032-4